# كابروني كامبيني ن.1
كابروني كامبيني ن.1 (بالإنجليزية: Caproni Campini N.1) هي طائرةٌ إيطاليَّة، صنعتها شركة كابروني للطائرات، وكان أول تحليقٍ لها في 27 أغسطس 1940.